# Saab 90 (Flugzeug)

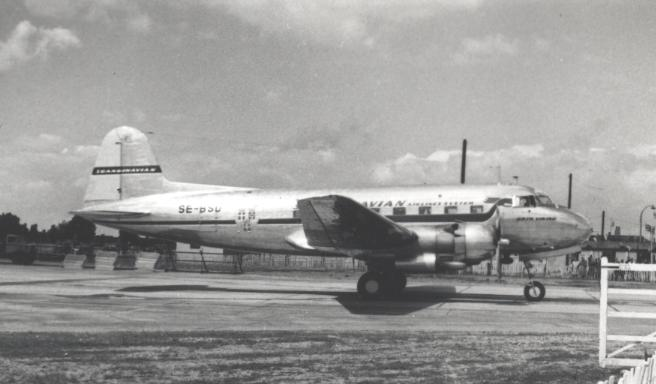
Saab Scandia SE-BSD der SAS auf dem London Heathrow Airport (1953)

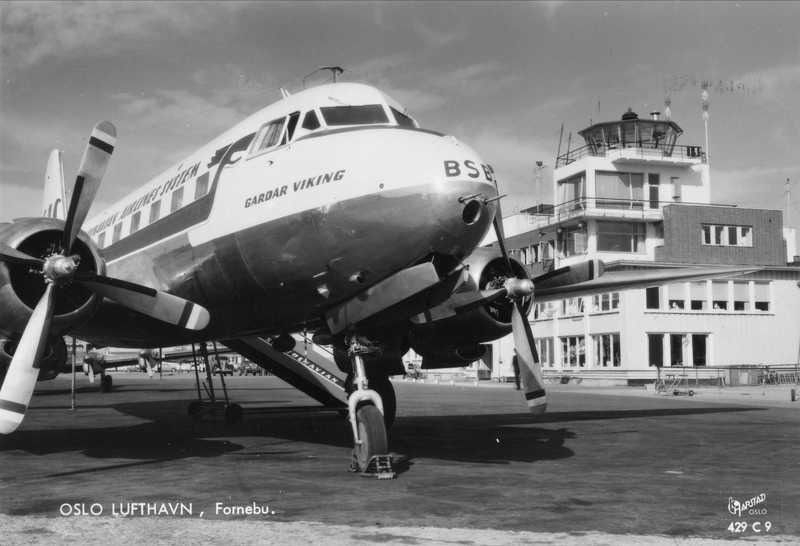
SAAB Scandia SE-BSB der SAS Gardar Viking auf dem Oslo Airport Fornebu (1956)

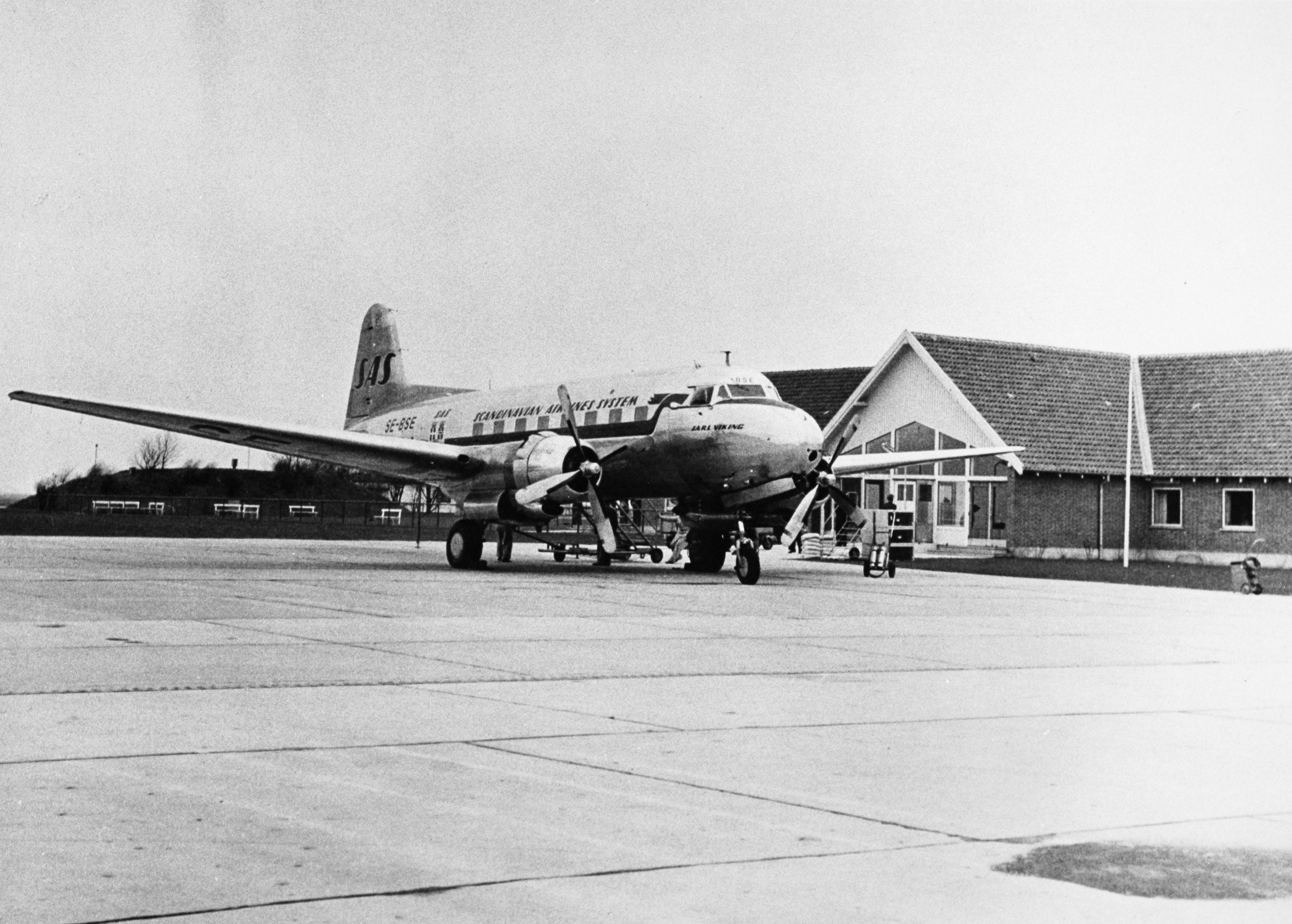
Saab 90 Scandia SE-BSE Jarl Viking auf dem Aalborg Airport AAL (1950er Jahre)

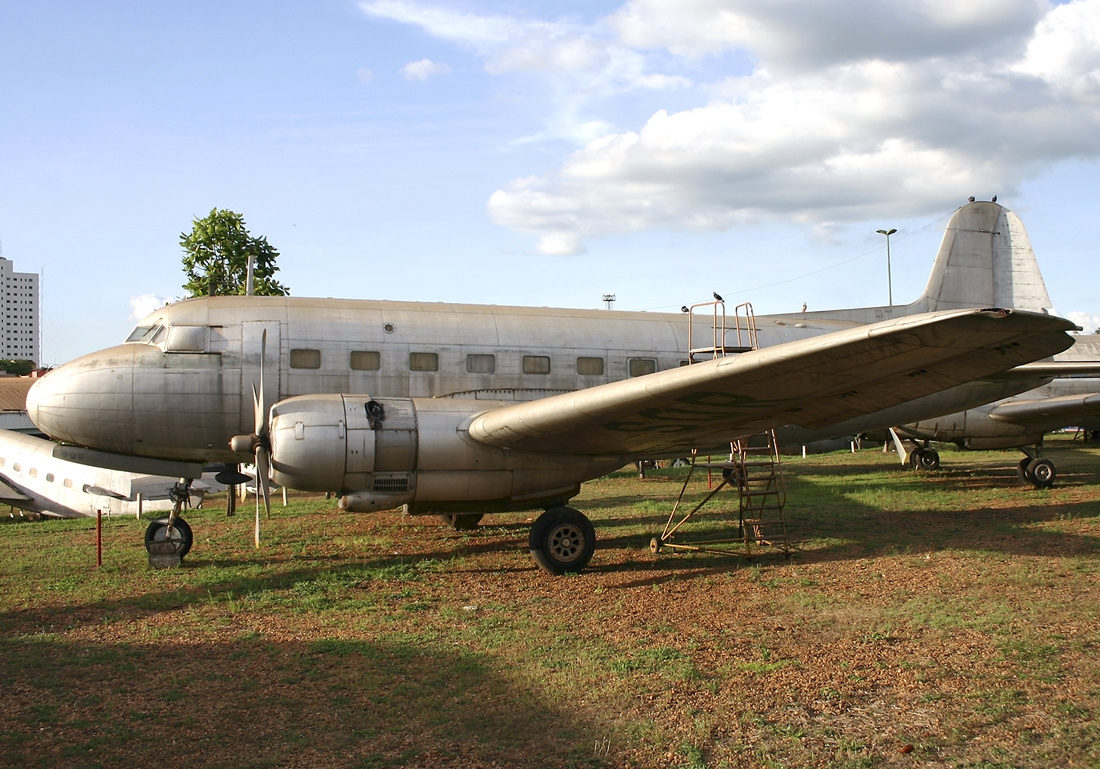
Saab 90А-2 Scandia im Museu Eduardo André Matarazzo (2007)

Die Saab 90 Scandia ist ein zweimotoriges Verkehrsflugzeug des schwedischen Herstellers Saab. Es handelt sich um einen Tiefdecker mit einziehbarem Bugradfahrwerk, der von zwei Kolbenmotoren angetrieben wurde.

## Entwicklung
Als das Ende des Zweiten Weltkrieges absehbar war, wurden bei Saab Analysen über die Absatzmöglichkeiten nach Ende der Kampfhandlungen angestellt. Man entschied sich zwei zivile Flugzeugprojekte zu starten, zum einen die Saab 91 als Reiseflugzeug und die Saab 90 als Verkehrsflugzeug. Man klärte den Bedarf mit der schwedischen Luftwaffe, die einen Nachfolger der Junkers Ju 86 suchte, also ein kombiniertes Bomben- und Verkehrsflugzeug, und der Fluggesellschaft AB Aerotransport, die ein reines Verkehrsflugzeug beschaffen wollte. Als Kompromiss einigte man sich auf die Entwicklung eines Verkehrsflugzeuges, das auch als militärischer Transporter eingesetzt werden konnte. Am 28. Februar 1944 beschloss dann der Aufsichtsrat von Saab die Entwicklung der Saab 90.
Projektleiter für diese Entwicklung war Tord Lidmalm. Man setzte sich zunächst als Entwicklungsziel eine Kurzstreckenmaschine mit 1000 km Reichweite und Platz für 25 bis 30 Passagiere. Großer Wert wurde auch auf gute Langsamflugeigenschaften und kurze Start- und Landestrecken gelegt. Eine Druckkabine war nicht vorgesehen. Der Prototyp machte am 16. November 1946 seinen Erstflug und zeigte gute Leistungen. Die AB Aerotransport bestellte daraufhin 10 Maschinen für einen Kaufpreis von 15 Millionen Kronen.

## Produktion
Aufgrund der politischen Entwicklungen des Kalten Krieges wurde seitens der schwedischen Regierung der Produktion des Kampfflugzeugs Saab 29 Tunnan Vorrang eingeräumt. Die Produktion der Saab 90 wurde daraufhin zu Fokker verlagert. Für den entgangenen Gewinn wurde Saab seitens der schwedischen Luftwaffe eine Entschädigung gezahlt.
Nach der Integration der AB Aerotransport in die SAS (Scandinavian Airlines System) im Juni 1948 wurden ab Oktober 1950 insgesamt 8 Saab 90 an letztere geliefert.
Weitere 10 wurden nach Brasilien exportiert, wo sie von der VASP (Viação Aérea São Paulo) eingesetzt wurden. Auch die 8 schwedischen Maschinen wurden 1957/58 nach Brasilien verkauft und blieben bis 1969 im Einsatz.

## Zwischenfälle
Beim Betrieb der Scandia kam es zu 5 Totalverlusten, allesamt bei VASP; bei 3 davon wurden insgesamt 64 Menschen getötet. Vollständige Liste:
- Am 30. Dezember 1958 startete eine Saab Scandia der VASP (Viação Aérea São Paulo) (Luftfahrzeugkennzeichen PP-SQE) vom Flughafen Rio de Janeiro-Santos Dumont zu einem Flug zum Flughafen São Paulo-Congonhas. Während des Starts fiel in 50 Meter Höhe das (linke) Triebwerk Nr. 1 aus. Beim Versuch der Rückkehr kam es zu einem Strömungsabriss, und das Flugzeug stürzte in die Guanabara-Bucht. Dabei kamen 21 der 37 Insassen ums Leben.[2][3]

- Am 23. September 1959 gewann eine Saab Scandia der VASP (PP-SQV) beim Start vom Flughafen São Paulo-Congonhas nicht genügend Höhe und stürzte knapp 5 Kilometer südlich des Flughafens in ein Wohngebiet. Die Maschine war auf dem Weg zum Flughafen Rio de Janeiro-Santos Dumont. Alle 20 Insassen starben.[4]

- Am 15. August 1960 entstand in einer Saab Scandia der VASP (PP-SQS) auf dem Flug vom Flughafen São Paulo-Viracopos nach Uberlândia ein Feuer im vorderen Gepäckraum. Der Kapitän betätigte nicht die Feuerlöschanlage, da er glaubte, dass dies die ohnehin schlechte Sicht im Cockpit noch weiter beeinträchtigen würde. Bei der Notlandung während der Rückkehr nach Viracopos überrollte die Maschine das Bahnende und geriet in einen Bereich, in dem Bauarbeiten durchgeführt wurden. Alle Insassen überlebten, allerdings wurde das Flugzeug zerstört.[5]

- Am 26. November 1962 kollidierte eine Saab Scandia der VASP (PP-SRA) auf dem Flug vom Flughafen São Paulo-Congonhas zum Flughafen Rio de Janeiro-Santos Dumont nahe Paraibuna in 2400 m Höhe frontal mit einer Cessna 310 (PT-BRQ). Die Wetterbedingungen wurden im Untersuchungsbericht als „hervorragend“ bezeichnet. Alle 23 Insassen sowie die vier der Cessna wurden getötet.[6][7]

- Am 8. März 1964 kam es mit einer Saab Scandia der VASP (PP-SQY) auf einem Trainingsflug am Flughafen Londrina zu einer sehr harten Landung. Das Flugzeug wurde irreparabel beschädigt, aber alle vier Besatzungsmitglieder überlebten.[8]

## Technische Daten Saab 90 A-2

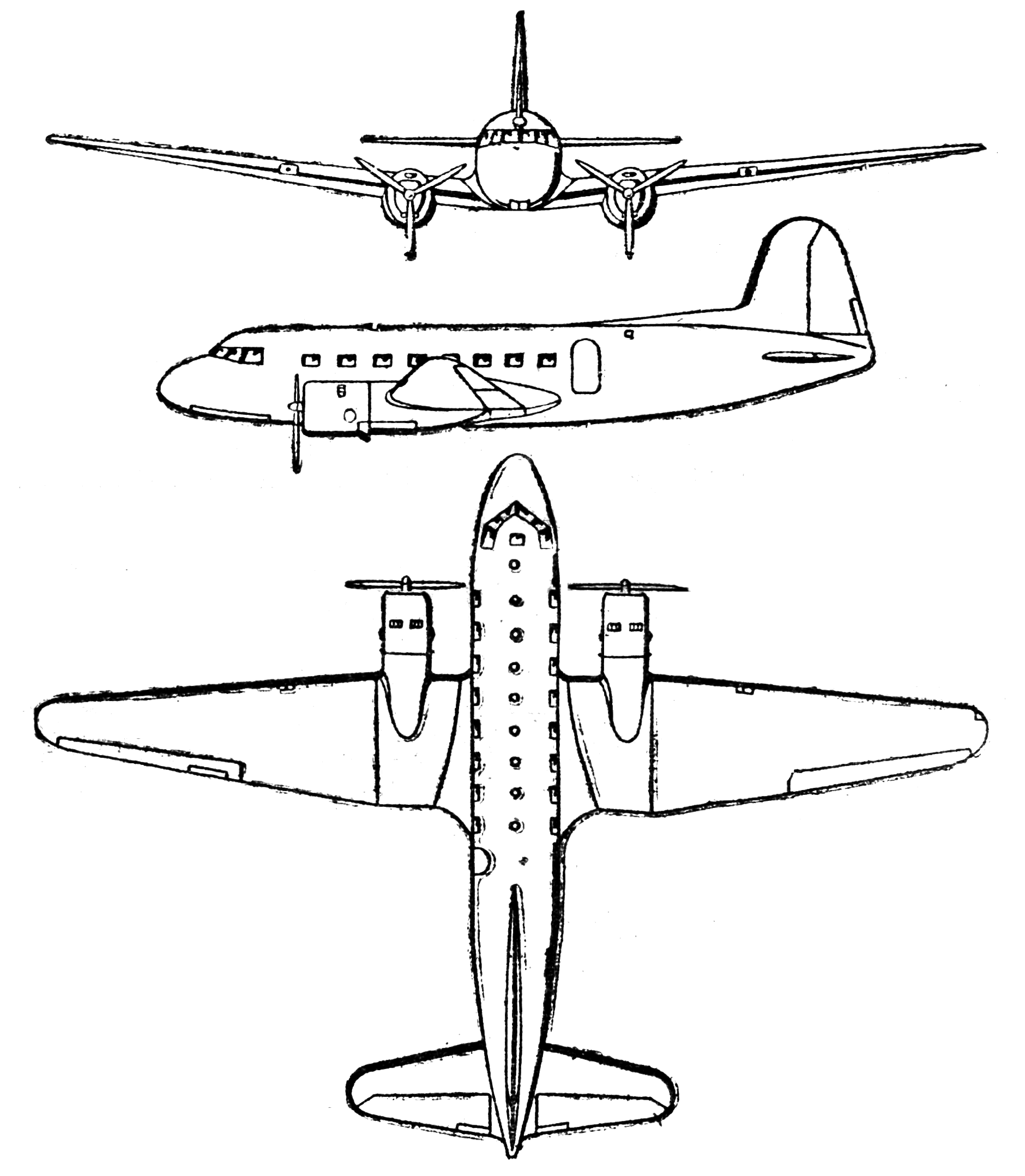
Saab 90

| Kenngröße               | Daten |
| ----------------------- | --- |
| Besatzung               | 4 |
| Passagiere              | 24 oder 32 |
| Länge                   | 21,3 m |
| Spannweite              | 28,0 m |
| Höhe                    | 7,08 m |
| Spurweite               | 6,96 m |
| Radstand                | 5,93 m |
| Flügelfläche            | 85,7 m² |
| Flügelstreckung         | 9,15 |
| Flächenbelastung        | 185 kg/m² |
| Leermasse               | 9960 kg |
| max. Startmasse         | 16.000 kg |
| Reisegeschwindigkeit    | 391 km/h in 3050 m Höhe |
| Höchstgeschwindigkeit   | 450 km/h in 2590 m Höhe |
| Überziehgeschwindigkeit | 130 km/h |
| Steiggeschwindigkeit    | 410 m/min bei maximaler Masse |
| Dienstgipfelhöhe        | 7500 m (einmotorig 2400 m) |
| Reichweite              | 2510 km |
| Startstrecke auf 15 m   | 825 m (einmotorig 1200 m) |
| Landestrecke aus 15 m   | 565 m |
| Triebwerke              | 2 × Pratt & Whitney R-2180E-1 mit je 1.400 PS (ca. 1.030 kW), mit Wassereinspritzung 1.800 PS (ca. 1.320 kW), Vierblatt-Verstellluftschraube Hamilton |